# Малый Рожин
Малый Рожин (укр. Малий Рожин) — село в Кутской поселковой общине Косовского района Ивано-Франковской области Украины.
Население по переписи 2001 года составляло 950 человек. Занимает площадь 16 км². Почтовый индекс — 78655. Телефонный код — 03478.